# Макија да Соле (Терамо)
Макија да Соле (итал. Macchia da Sole) је насеље у Италији у округу Терамо, региону Абруцо.
Према процени из 2011. у насељу је живело 73 становника. Насеље се налази на надморској висини од 910 м.